# جون ويليام لامبرت
جون ويليام لامبرت (بالإنجليزية: John William Lambert)‏ هو مخترِع أمريكي، ولد في 29 يناير 1860 في أوهايو سيتي في الولايات المتحدة، وتوفي في 20 مايو 1952.

## وصلات خارجية
- جون لامبرت على موقع الموسوعة البريطانية (الإنجليزية)